# 北陸銀行

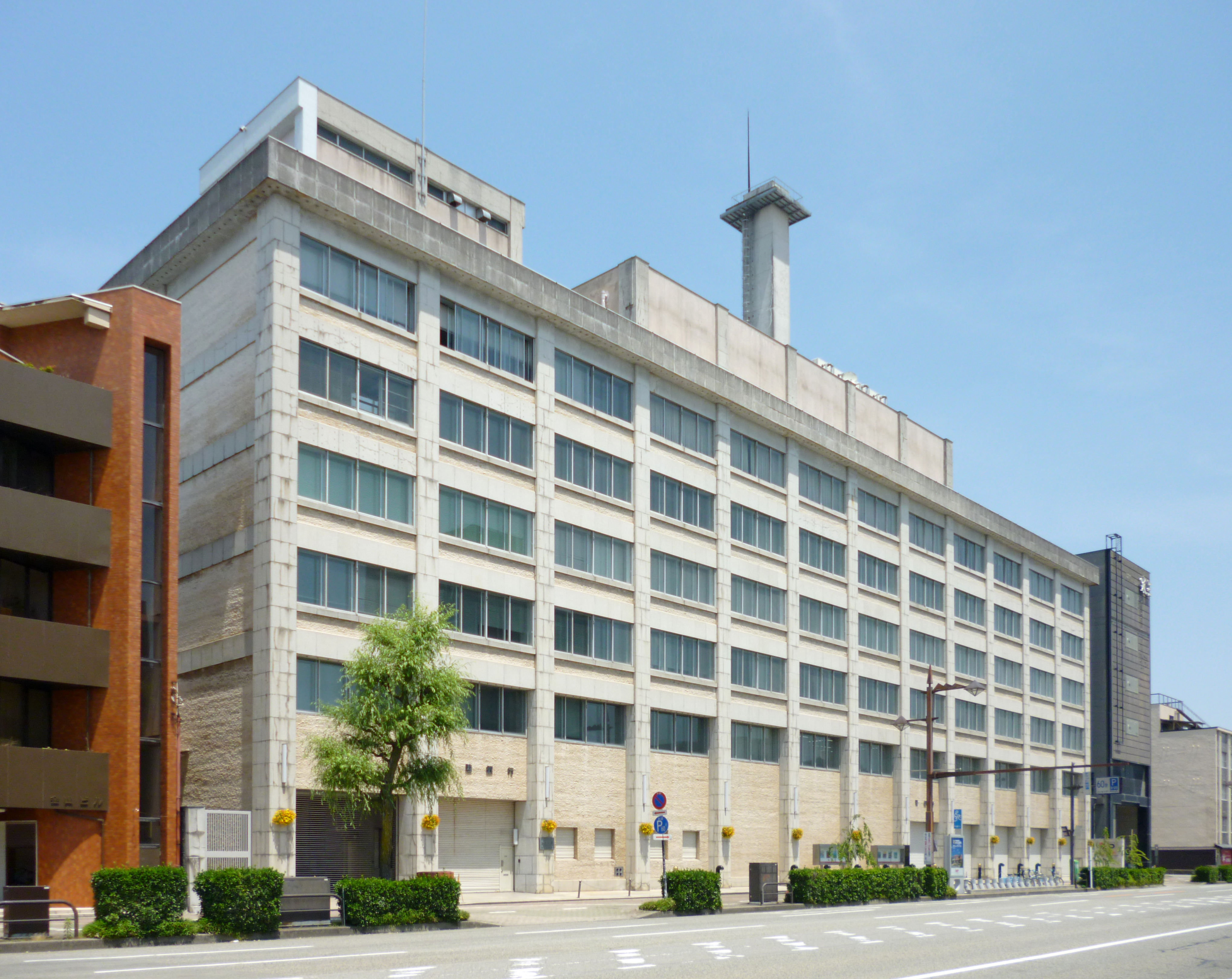
位於富山市的北陸銀行總行，同時為北北金融集團總部所在地。

北陸銀行（日语：／ Hokuriku Ginkō */?）是一家總部位於日本富山縣富山市的大型地方銀行（服務客群以所在都道府縣為主的商業銀行）。經營理念是「地域共存」、「公正堅實」、「進取創造」。北陸銀行以北陸3縣（富山縣、石川縣、福井縣）和北海道為主要地盤，在北陸地方有較高知名度。其最早前身是1877年成立的「十二銀行」，1943年與其他3家地方銀行合併後改為現名。2004年9月1日起與北海道銀行共同組成北北金融集團（ほくほくフィナンシャルグループ），兩者共同成為其旗下子公司。

## 外部連結
- 北陸銀行（页面存档备份，存于）
- 北北金融集團（页面存档备份，存于）